# Quillonota cangrejae
Quillonota cangrejae là một loài tò vò trong họ Ichneumonidae.